# 28 grudnia
28 grudnia jest 362. (w latach przestępnych 363.) dniem w kalendarzu gregoriańskim. Do końca roku pozostaje 3 dni.

## Święta
- Imieniny obchodzą: Antoni, Armin, Cezary, Dobrowieść, Domna, Domniusz, Emma, Godzisław, Teofila, Teona, Teonas i Troadiusz.
- Hiszpania, Meksyk – Dzień Świętych Niewiniątek (el Día de los Santos Inocentes – w krajach hiszpańskojęzycznych jest on okazją do żartów i kawałów – odpowiednik prima aprilis)[1],
- Wspomnienia i święta w Kościele katolickim[2][3] obchodzą:
  - św. Kasper del Bufalo (Mały apostoł Rzymu)
  - święci Młodziankowie (zob. Dzień Niewinnych Dzieci Betlejemskich)

## Wydarzenia w Polsce
- 1233 – Chełmno i Toruń otrzymały prawa miejskie.
- 1283 – Książę wielkopolski Przemysł II ufundował klasztor dominikanek w Poznaniu.
- 1558 – Król Zygmunt II August wydał przywilej zezwalający na rozwój ewangelizmu w Toruniu.
- 1688 – Na Hali Śrubitej w Beskidzie Żywieckim został ujęty hetman zbójnicki Marcin Portasz.
- 1812 – W Żarnowcu koło Zawiercia odbył się pogrzeb amerykańskiego dyplomaty, poety i filozofa Joela Barlowa, zmarłego dwa dni wcześniej na zapalenie płuc, którego nabawił się w czasie podróży powozem na trasie Warszawa-Kraków.
- 1832 – Joachim Lelewel i Józef Zaliwski założyli tajny komitet „Zemsta Ludu”.
- 1904 – We Lwowie odbyła się premiera widowiska jasełkowego Betlejem polskie Lucjana Rydla.
- 1905 – W Królestwie Polskim wybuchł strajk powszechny.
- 1925 – Sejm RP przyjął ustawę o reformie rolnej.
- 1928:
  - Dokonano oblotu samolotu PWS-5.
  - Założono klub hokejowy KTH Krynica.
- 1936 – We wsi Susiec koło Tomaszowa Lubelskiego, w katastrofie lecącego ze Lwowa do Warszawy należącego do PLL LOT samolotu Lockheed L-10 Electra, spośród 12 osób na pokładzie zginęły 3, a 3 kolejne zostały ranne.
- 1941 – W Brzozowie Starym koło Sochaczewa w walce z Niemcami zginęli dwaj pierwsi cichociemni na polskiej ziemi: rtm. Marian Jurecki i kpt. rez. Andrzej Świątkowski.
- 1944 – W nocy z 28 na 29 grudnia oddział UPA dokonał mordu na ponad 100 mieszkańcach wsi Łozowa koło Tarnopola.
- 1946 – W Szegdach w powiecie przeworskim popełnił samobójstwo dowódca oddziału Narodowej Organizacji Wojskowej kpt. Józef Zadzierski ps. „Wołyniak”. Nowym dowódcą został jego dotychczasowy zastępca Adam Kusz ps. „Adam”.
- 1951 – W wypadku kolejowym w Dębicy zginęło 11 osób, a 11 zostało rannych.
- 1958 – Założono Przedsiębiorstwo Międzynarodowych Przewozów Samochodowych PEKAES.
- 1959 – Decyzją Ministerstwa Przemysłu Ciężkiego powołano Zakłady Górnicze „Lubin” w budowie, przekształcone w 1961 roku w Kombinat Górniczo-Hutniczy Miedzi.
- 1961 – Premiera filmu kostiumowego Historia żółtej ciżemki w reżyserii Sylwestra Chęcińskiego.
- 1963 – Podczas wiecu w Płocku Władysław Gomułka przedstawił wstępny projekt zamrożenia zbrojeń jądrowych i termojądrowych (tzw. Plan Gomułki).
- 1978 – Ukazało się pierwsze wydanie tygodnika „Słowo Podlasia”.
- 1981 – Stan wojenny: zakończył się dwutygodniowy strajk podziemny w KWK „Piast” w Bieruniu.
- 1989 – Sejm kontraktowy uchwalił 10 ustaw składających się na tzw. Plan Balcerowicza.
- 1996 – W Stuposianach w województwie podkarpackim padł krajowy rekord temperatury minimalnej dla grudnia (–37,1 °C)[4].
- 2005:
  - Prezydent RP Lech Kaczyński powołał nową Radę Bezpieczeństwa Narodowego.
  - Wystartował polski serwis internetowy wykop.pl.
- 2006 – Rozformowano 9. Flotyllę Obrony Wybrzeża w Helu.

## Wydarzenia na świecie

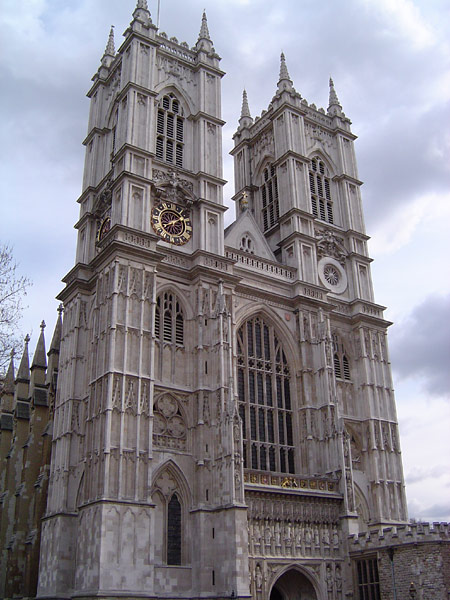
Opactwo Westminsterskie

- 418 – Bonifacy I został papieżem.
- 801 – Rekonkwista: po rocznym oblężeniu król Akwitanii oraz przyszły król Franków i cesarz rzymski Ludwik I Pobożny wyzwolił Barcelonę spod panowania muzułmańskiego.
- 856 – Wikingowie splądrowali Paryż.
- 893 – W wyniku trzęsienia ziemi w mieście Dwin w Armenii zginęło ok. 30 tys. osób.
- 1065 – Konsekrowano Opactwo Westminsterskie w Londynie.
- 1200 – Zwettl-Niederösterreich w Austrii uzyskało prawa miejskie.
- 1308 – Hanazono został cesarzem Japonii.
- 1478 – Zwycięstwo wojsk szwajcarskich nad mediolańskimi w bitwie pod Giornico.
- 1568 – Ludwik III został księciem Wirtembergii.
- 1594 – W Londynie odbyła się pierwsza znana inscenizacja Komedii omyłek Williama Szekspira.
- 1612 – 234 lata przed oficjalnym odkryciem Galileusz po raz pierwszy zaobserwował będącego w koniunkcji z Jowiszem Neptuna, uznając go jednak za gwiazdę.
- 1720 – W Królewcu ukazało się ostatnie (126.) wydanie polskojęzycznego tygodnika „Poczta Królewiecka”.
- 1767 – Taksin został koronowany na króla Tajlandii.
- 1832 – John C. Calhoun jako pierwszy w historii wiceprezydent USA złożył urząd.
- 1836:
  - Chile wypowiedziało wojnę Konfederacji Peruwiańsko-Boliwijskiej.
  - Hiszpania uznała niepodległość Meksyku.
  - Utworzono brytyjską kolonię (późniejszy stan) Australia Południowa ze stolicą w Adelaide.
- 1843 – Założono oficjalnie miasto Griffin w amerykańskim stanie Georgia.
- 1846 – Iowa została jako 29. stan przystąpiła do Unii.
- 1867 – USA anektowały atol Midway na Oceanie Spokojnym.
- 1878 – Papież Leon XIII ogłosił encyklikę Quod apostolici muneris potępiającą socjalizm i nihilizm.
- 1879:
  - 75 osób zginęło w wyniku zawalenia mostu nad rzeką Tay w Szkocji pod jadącym po nim pociągiem osobowym.
  - Charles de Freycinet został premierem Francji.
- 1885 – W Bombaju założono Indyjski Kongres Narodowy.
- 1886 – Amerykanka Josephine Cochrane otrzymała patent na pierwszą zmywarkę do naczyń.
- 1894 – I wojna włosko-abisyńska: wojska włoskie zdobyły Aduę.
- 1895:
  - Niemiecki fizyk Wilhelm Röntgen opublikował pierwszy artykuł o odkryciu promieniowania rentgenowskiego (promieniowania X).
  - W paryskiej kawiarni odbył się pierwszy komercyjny pokaz kinowy, zorganizowany przez braci Lumière.
- 1896 – Francuski astronom Auguste Charlois odkrył planetoidę (425) Cornelia.
- 1904 – Została odkryta Kometa Borrelly’ego, najciemniejszy znany obiekt w Układzie Słonecznym.
- 1908 – Ponad 100 tys. osób zginęło w wyniku trzęsienia ziemi i wywołanego nim tsunami w okolicy Mesyny na Sycylii.
- 1914 – Ustanowiono brytyjskie odznaczenie wojskowe Military Cross.
- 1915 – Założono Amerykańskie Towarzystwo Ekologiczne (ESA).
- 1920 – Rosja Radziecka zawarła traktat o współpracy z marionetkową Ukraińską SRR.
- 1921:
  - Premiera amerykańskiego filmu niemego Dwie sieroty w reżyserii D.W. Griffitha.
  - W regionie Witwatersrand w Związku Południowej Afryki biali górnicy z kopalń złota rozpoczęli antyrządowe powstanie, które zostało stłumione zbrojnie w marcu następnego roku kosztem 200 ofiar.
- 1923 – W Garrick Theatre w Nowym Jorku odbyła się premiera sztuki George’a Bernarda Shawa Święta Joanna.
- 1929 – Dokonano oblotu japońskiego samolotu bombowo-torpedowego Mitsubishi B2M.
- 1937 – Octavian Goga został premierem Rumunii.
- 1938 – Dokonano oblotu brytyjskiego samolotu bombowo-torpedowego Blackburn Botha.
- 1942 – Front wschodni: Adolf Hitler rozkazał wojskom niemieckim rozpoczęcie odwrotu z Kaukazu.
- 1943:
  - Bitwa o Atlantyk: w Zatoce Biskajskiej brytyjskie okręty zatopiły niemiecki niszczyciel Z27(inne języki), w wyniku czego zginęło ok. 300 członków załogi.
  - Kampania włoska: zwycięstwo wojsk kanadyjskich nad niemieckimi spadochroniarzami w bitwie o Ortonę.
- 1944:
  - Węgry wypowiedziały wojnę III Rzeszy.
  - Założono miasto Marcelino Ramos w południowej Brazylii.
- 1948:
  - I wojna izraelsko-arabska: rozpoczęła się bitwa o Synaj.
  - Nad Trójkątem Bermudzkim zaginął bez śladu amerykański samolot pasażerski Douglas DC-3 z 32 osobami na pokładzie, lecący z San Juan na Portoryko do Miami.
  - Premier Egiptu Mahmud Fahmi an-Nukraszi został zamordowany przez członka Bractwa Muzułmańskiego.
- 1951 – Fiński parlament przyjął akt o autonomii Wysp Alandzkich.
- 1958 – Rewolucja kubańska: rozpoczęła się bitwa o Santa Clarę.
- 1962 – W trzęsieniu ziemi w Pakistanie zginęło około 5 tys. osób.
- 1963 – Wystartowała malezyjska stacja telewizyjna TV1.
- 1965 – Założono niemiecki klub piłkarski Hansa Rostock.
- 1968:
  - Izraelscy komandosi, w odwecie za ostrzelanie dwa dni wcześniej samolotu linii lotniczych El Al na lotnisku w Atenach, wysadzili 13 samolotów pasażerskich na międzynarodowym lotnisku w Bejrucie.
  - Na pół roku przed śmiercią, w swym mieszkaniu we francuskim Vence Witold Gombrowicz poślubił Ritę Labrosse.
- 1969 – Południowoafrykański astronom John Caister Bennett odkrył kometę długookresową C/1969 Y1 (Kometę Bennetta).
- 1972:
  - 4 islamskich terrorystów wtargnęło do ambasady izraelskiej w Bangkoku i wzięło jako zakładników 6 pracowników. Po 19 godzinach zakładnicy zostali zwolnieni.
  - Kim Ir Sen objął nowo utworzone stanowisko prezydenta Korei Północnej. Nowym premierem został Kim Il.
  - W Independence w stanie Missouri został pochowany 33. prezydent USA Harry S. Truman.
- 1973 – W Paryżu wydano powieść Archipelag GUŁag Aleksandra Sołżenicyna.
- 1974 – 5300 osób zginęło, a 17 tys. zostało rannych w wyniku trzęsienia ziemi w północnym Pakistanie.
- 1976 – Uchwalono nową konstytucję Albanii.
- 1978 – 10 osób zginęło, a ranne zostały 24 spośród 189 osób na pokładzie w katastrofie samolotu Douglas DC-8 należącego do United Airlines w Portlandzie w stanie Oregon.
- 1981 – W Norfolk w stanie Wirginia urodziła się Elisabeth Jordan Carr, pierwsze amerykańskie „dziecko z probówki”.
- 1983 – Utworzono Szacki Park Narodowy na Ukrainie.
- 1989 – 13 osób zginęło, a 162 zostały ranne w wyniku trzęsienia ziemi w Newcastle w Nowej Południowej Walii.
- 1994 – Szef CIA Robert James Woolsey podał się do dymisji po aresztowaniu pracownika agencji i rosyjskiego szpiega Aldricha Amesa.
- 1999:
  - Indonezja i Portugalia wznowiły stosunki dyplomatyczne, zerwane w 1975 roku po indonezyjskiej inwazji na Timor Wschodni.
  - Saparmyrat Nyýazow został ogłoszony dożywotnim prezydentem Turkmenistanu.
- 2000:
  - Adrian Năstase został premierem Rumunii.
  - W Norwegii otwarto podmorski Tunel Bømlafjord.
- 2004:
  - Călin Popescu-Tăriceanu został premierem Rumunii.
  - Otwarto metro w chińskim Shenzhen.
- 2005 – Wyniesiono na orbitę satelitę GIOVE-A, pierwszego należącego do europejskiego systemu nawigacji satelitarnej Galileo.
- 2006 – Wojna w Somalii: wojska etiopskie wspierane przez siły tymczasowych władz somalijskich zajęły Mogadiszu.
- 2008 – John Atta-Mills zwyciężył w II turze wyborów prezydenckich w Ghanie.
- 2009 – 20 osób zginęło, a kilkadziesiąt zostało rannych w wyniku wybuchu bomby podczas szyickiej procesji religijnej w pakistańskim Karaczi.
- 2010 – Michaił Miasnikowicz został premierem Białorusi.
- 2011:
  - W Pjongjangu odbyły się uroczystości pogrzebowe Kim Dzong Ila.
  - Została ustanowiona białoruska nagroda literacka imienia Jerzego Giedroycia.
- 2014:
  - W Chorwacji odbyła się I tura wyborów prezydenckich. Do II tury przeszli: ubiegający się o reelekcję Ivo Josipović i Kolinda Grabar-Kitarović.
  - Wszystkie 162 osoby na pokładzie zginęły w katastrofie na Morzu Jawajskim lecącego z Surabai do Singapuru Airbusa A320-216 należącego do linii Indonesia AirAsia.
- 2016 – 5 osób zginęło, a 52 zostały ranne w wyniku uderzenia pociągu towarowego w autobus stojący na przejeździe kolejowo-drogowym w dzielnicy Dżabal al-Dżallud w Tunisie.
- 2019:
  - Abdelaziz Djerad został premierem Algierii.
  - Wraz z oddaniem do użytku kolejnego odcinka pekińskie metro stało się najdłuższym na świecie.
- 2020 – W Tsentsen-Uul w Mongolii zanotowano najwyższe ciśnienie atmosferyczne w historii pomiarów na świecie (1094,3 hPa).
- 2021 – Rosyjski Sąd Najwyższy nakazał likwidację Stowarzyszenia „Memoriał”.
- 2022 – W pożarze hotelu i kasyna w kambodżańskim mieście Paôypêt na granicy z Tajlandią zginęło 27 osób, a kilkadziesiąt odniosło obrażenia.

## Zdarzenia astronomiczne
- 1973 – Kometa Kohoutka przeszła przez peryhelium.

## Urodzili się
- 1164 – Rokujō, cesarz Japonii (zm. 1176)
- 1434 – Antonio Grimani, doża Wenecji, admirał (zm. 1523)
- 1446 – Karol de Berry, książę Berry, Normandii i Akwitanii (zm. 1472)
- 1462 – Ludwika z Sabaudii, księżniczka, klaryska, błogosławiona (zm. 1503)
- 1522 – Małgorzata, księżna Parmy (zm. 1586)
- 1550 – Vicente Espinel, hiszpański poeta, muzyk (zm. 1624)
- 1610 – Bazyli Ostrogski, serbski biskup prawosławny, święty (zm. 1671)
- 1619 – Antoine Furetière, francuski pisarz (zm. 1688)
- 1627 – Alessandro Rosi, włoski malarz (zm. 1697)
- 1631 – Ludolf Backhuysen, holenderski malarz marynista (zm. 1708)
- 1651 – Johann Krieger, niemiecki kompozytor, organista (zm. 1735)
- 1665 – George FitzRoy, angielski arystokrata, dowódca wojskowy (zm. 1716)
- 1696 – Tomasz Hutter, polski malarz, rzeźbiarz pochodzenia niemieckiego (zm. ok. 1745)
- 1714 – Teofila Działyńska, polska posiadaczka ziemska (zm. 1790)
- 1717 – Johann Heinrich Gottlob von Justi, niemiecki ekonomista (zm. 1771)
- 1731 – Christian Cannabich, niemiecki muzyk, kompozytor (zm. 1798)
- 1745 – Juan de Ayala, hiszpański żeglarz, odkrywca (zm. 1797)
- 1767 – Tomasz Chmielewski, polski duchowny katolicki, biskup pomocniczy warszawski (zm. 1844)
- 1775 – João Domingos Bomtempo, portugalski pianista, kompozytor (zm. 1842)
- 1781 – Hippolyte Lecomte, francuski malarz (zm. 1857)
- 1789 – Thomas Ewing, amerykański polityk, senator (zm. 1871)
- 1795 – François-Nicholas-Madeleine Morlot, francuski duchowny katolicki, arcybiskup Paryża, kardynał (zm. 1862)
- 1797 – Konstanty Malczewski, polski ziemianin, wojskowy, generał w służbie meksykańskiej (zm. ?)
- 1798:
  - Heinrich Philipp August Damerow, niemiecki psychiatra (zm. 1866)
  - Thomas James Henderson, brytyjski astronom (zm. 1844)
- 1802:
  - Henry Grey, brytyjski arystokrata, polityk (zm. 1894)
  - Théodore Ratisbonne, francuski duchowny katolicki, kaznodzieja pochodzenia żydowskiego (zm. 1884)
- 1804 – Stanisław Bogusławski, polski dziennikarz, aktor, komediopisarz (zm. 1870)
- 1805 – (lub 1806) Teofil Wiśniowski, polski działacz niepodległościowy, uczestnik powstania listopadowego i krakowskiego (zm. 1847)
- 1812 – Julius Rietz, niemiecki kompozytor, dyrygent, wiolonczelista, wydawca (zm. 1877)
- 1814 – Jeremiah Clemens, amerykański polityk, senator (zm. 1865)
- 1818 – Carl Remigius Fresenius, niemiecki chemik, wykładowca akademicki (zm. 1897)
- 1823 – Jan Pogonowski, polski notariusz, polityk, burmistrz Rzeszowa (zm. 1897)
- 1825 – Henri Blowitz, francuski dziennikarz pochodzenia austriackiego (zm. 1903)
- 1826 – Conrad Busken Huet, holenderski pisarz (zm. 1886)
- 1828 – Karl Ludwig Kahlbaum, niemiecki psychiatra, wykładowca akademicki (zm. 1899)
- 1829 – Adam Arcimowicz, polski i rosyjski polityk (zm. 1893)
- 1831 – Jan Borkowski, polski generał w służbie rosyjskiej (zm. po 1890)
- 1835 – Archibald Geikie, brytyjski geolog, wykładowca akademicki (zm. 1924)
- 1838:
  - Juliusz Borst, polski fabrykant pochodzenia niemieckiego (zm. 1917)
  - Kazimierz Władysław Sulistrowski, polski przemysłowiec, uczestnik powstania styczniowego, zesłaniec (zm. 1910)
- 1842 – Calixa Lavallée, kanadyjski kompozytor, muzyk (zm. 1891)
- 1845 – Antoni Freyer, polski farmaceuta, uczestnik powstania styczniowego (zm. 1917)
- 1846 – Michał Zwoliński, polski przemysłowiec, ludwisarz (zm. 1912)
- 1849:
  - Herbert von Bismarck, niemiecki dyplomata, polityk (zm. 1904)
  - Dugald Thomson, australijski przedsiębiorca, polityk (zm. 1922)
- 1850 – Francesco Tamagno, włoski śpiewak operowy (tenor) (zm. 1905)
- 1852 – Leonardo Torres y Quevedo, hiszpański inżynier, matematyk, wynalazca (zm. 1936)
- 1855 – Juan Zorrilla de San Martín, urugwajski poeta, dyplomata (zm. 1931)
- 1856 – Woodrow Wilson, amerykański polityk, prezydent USA, laureat Pokojowej Nagrody Nobla (zm. 1924)
- 1857 – Maks Kernbaum, polski przemysłowiec, działacz gospodarczy, społeczny i oświatowy pochodzenia żydowskiego (zm. 1936)
- 1858 – Richard Bergh, szwedzki malarz (zm. 1919)
- 1859 – John William Fortescue, brytyjski historyk (zm. 1933)
- 1860:
  - Lipót Baumhorn, węgierski architekt pochodzenia żydowskiego (zm. 1932)
  - Paul Fridolin Kehr, niemiecki historyk, dyplomatyk (zm. 1944)
- 1862:
  - Moris Rosenfeld, żydowski poeta (zm. 1923)
  - Maurycy Pius Rudzki, polski astronom, geofizyk (zm. 1916)
- 1863 – Milena Mrazović, bośniacka pisarka, dziennikarka, pianistka i kompozytorka (zm. 1927)
- 1864 – Henri de Régnier, francuski poeta, prozaik (zm. 1936)
- 1870 – Charles Bennett, brytyjski lekkoatleta, długodystansowiec (zm. 1950)
- 1872:
  - Pío Baroja, hiszpański pisarz (zm. 1956)
  - Maria Amandyna Jeuris, belgijska misjonarka, męczennica, święta (zm. 1900)
  - Aleksander Raczyński, polski prawnik, polityk (zm. 1941)
- 1879 – U Ottama, birmański duchowny buddyjski, obrońca praw człowieka (zm. 1939)
- 1880 – Tytus Czyżewski, polski pisarz, krytyk i teoretyk sztuki, malarz (zm. 1945)
- 1882 – Arthur Stanley Eddington, brytyjski astrofizyk (zm. 1944)
- 1883 – Paul Holz, niemiecki rysownik (zm. 1938)
- 1886 – George Nicol, brytyjski lekkoatleta, sprinter (zm. 1967)
- 1887:
  - Rudolf Beran, czeski polityk, premier Czechosłowacji i Protektoratu Czech i Moraw (zm. 1954)
  - Walter Ruttmann, niemiecki reżyser filmowy (zm. 1941)
- 1888:
  - Friedrich Wilhelm Murnau, niemiecki reżyser filmowy (zm. 1931)
  - Thomas Myrtek, niemiecki rzeźbiarz (zm. 1935)
- 1890:
  - Gösta Ekman, szwedzki aktor (zm. 1938)
  - Henryk Gustaw Lauer, polski matematyk, działacz komunistyczny, publicysta pochodzenia żydowskiego (zm. 1937)
  - Viktor Lutze, niemiecki funkcjonariusz nazistowski (zm. 1943)
- 1891 – Ignacy Solarz, polski pedagog, działacz ruchu ludowego i spółdzielczego (zm. 1940)
- 1892:
  - Reidar Holter, norweski wioślarz (zm. 1953)
  - Adam Obrubański, polski porucznik piechoty, prawnik, piłkarz, sędzia i trener piłkarski (zm. 1940)
- 1893 – Al Weill, amerykański menedżer bokserski pochodzenia francuskiego (zm. 1969)
- 1894:
  - Alfred Romer, amerykański paleontolog, wykładowca akademicki (zm. 1973)
  - Franciszek Tatkowski, polski nauczyciel, samorządowiec, burmistrz Skarżyska Kamiennej (zm. 1940)
  - Mieczysław Wojciechowski, polski działacz niepodległościowy i inżynier (zm. ?)
- 1895:
  - Werner Junck, niemiecki generał Luftwaffe (zm. 1976)
  - Väinö Valve, fiński generał, polityk, minister obrony (zm. 1995)
- 1896:
  - Philippe Étancelin, francuski kierowca wyścigowy (zm. 1981)
  - Roger Sessions, amerykański kompozytor, pedagog (zm. 1985)
- 1897:
  - Miguel Fleta, hiszpański śpiewak operowy (tenor) (zm. 1938)
  - Iwan Koniew, radziecki dowódca wojskowy, marszałek ZSRR (zm. 1973)
  - Berta Litwina, polska aktorka pochodzenia żydowskiego (zm. ?)
  - Albert Ravila, fiński strzelec sportowy (zm. 1980)
- 1898:
  - Stanisław Jęczalik, polski porucznik piechoty (zm. 1921)
  - Czesław Obtułowicz, polski pułkownik artylerii (zm. 1979)
  - Carl-Gustaf Rossby, szwedzko-amerykański meteorolog, wykładowca akademicki (zm. 1957)
  - Antoni Smętkowski, polski podporucznik pilot (zm. ?)
- 1899:
  - Arnoud van der Biesen, holenderski żeglarz sportowy (zm. 1968)
  - Eugeniusz Bodo, polski aktor, reżyser, scenarzysta, tancerz, piosenkarz, producent filmowy pochodzenia szwajcarskiego (zm. 1943)
  - Lothar B. Kalinowsky, niemiecko-amerykański psychiatra, wykładowca akademicki (zm. 1992)
  - Michaił Malinin, radziecki generał, polityk (zm. 1960)
- 1900:
  - Ludmiła Krakowiecka, polska filozof, prawnik, historyk medycyny, wykładowczyni akademicka, mistyczka chrześcijańska (zm. 1971)
  - Kurt Lück, niemiecki historyk, etnograf, podpułkownik SS (zm. 1942)
  - Ted Lyons, amerykański baseballista (zm. 1986)
  - Natalio Perinetti, argentyński piłkarz (zm. 1985)
- 1901:
  - Félix Armand, francuski filozof, marksista, polityk komunistyczny, nauczyciel (zm. 1963)
  - Thomas Cooray, lankijski duchowny katolicki, arcybiskup Kolombo, kardynał (zm. 1988)
  - Halina Walicka, polska pielęgniarka, malarka (zm. 1980)
- 1902:
  - Eric Pinniger, indyjski hokeista na trawie (zm. 1996)
  - Hans Pulver, szwajcarski piłkarz, bramkarz, trener (zm. 1977)
  - Shen Congwen, chiński pisarz (zm. 1988)
  - Tomasz Stankiewicz, polski kolarz torowy (zm. 1940)
- 1903:
  - Earl Hines, amerykański pianista jazzowy (zm. 1983)
  - Jan Huss, polski działacz komunistyczny, prezydent Rzeszowa (zm. 1972)
  - Michaił Kałatozow, gruziński reżyser i scenarzysta filmowy (zm. 1973)
  - Antoni Morawiecki, polski geolog (zm. 1971)
  - John von Neumann, amerykański matematyk, inżynier chemik, fizyk, informatyk pochodzenia węgierskiego (zm. 1957)
  - Joseph Salas, amerykański bokser (zm. 1987)
- 1904:
  - Siergiej Jutkiewicz, rosyjski reżyser i scenarzysta filmowy (zm. 1985)
  - Fanny Rosenfeld, kanadyjska lekkoatletka, sprinterka pochodzenia żydowskiego (zm. 1969)
- 1905:
  - Cliff Arquette, amerykański aktor, komik, kompozytor, pianista, autor tekstów piosenek (zm. 1974)
  - Fulvio Bernardini, włoski piłkarz, trener (zm. 1984)
  - Zygmunt Rajdek, polski piłkarz (zm. 1989)
- 1906:
  - Mykoła Popudrenko, radziecki polityk, dowódca partyzancki (zm. 1943)
  - Helene Schmidt, niemiecka lekkoatletka, sprinterka (zm. 1985)
- 1907:
  - Erich Mielke, wschodnioniemiecki polityk komunistyczny, szef Stasi (zm. 2000)
  - Roman Palester, polski kompozytor (zm. 1989)
- 1908:
  - Lew Ayres, amerykański aktor (zm. 1996)
  - Felicja Blumental, polska pianistka, klawesynistka pochodzenia żydowskiego (zm. 1991)
  - Roman Sabiński, polski piłkarz, hokeista (zm. 1978)
  - Jewgienij Wuczeticz, rosyjski rzeźbiarz pochodzenia serbskiego (zm. 1974)
- 1909:
  - David Murray, brytyjski kierowca wyścigowy (zm. 1973)
  - Lucyna Szczepańska, polska śpiewaczka operowa (sopran koloraturowy), aktorka (zm. 1999)
- 1911:
  - Jewgienij Fiodorow, radziecki generał major lotnictwa (zm. 1993)
  - Milan Stojanović, jugosłowiański piłkarz, bramkarz (zm. 1985)
- 1912:
  - Ewa Bonacka, polska aktorka, reżyserka teatralna (zm. 1992)
  - Zygmunt Turkiewicz, polski malarz, grafik, rysownik (zm. 1973)
- 1913:
  - Egbert Hayessen, niemiecki major, członek ruchu oporu (zm. 1944)
  - Grigorij Pawłow, radziecki polityk (zm. 1994)
  - Kiriłł Ukleba, radziecki major (zm. 1997)
  - Wilhelm Uliczka, polski sztangista, zapaśnik (zm. 1981)
  - Janusz Załuska, polski zootechnik, wykładowca akademicki (zm. 2014)
- 1914:
  - Dick Been, holenderski piłkarz (zm. 1978)
  - Josip Pavlišić, chorwacki duchowny katolicki, arcybiskup Rijeki-Senj (zm. 2005)
  - Jan Kanty Skrochowski, polski rotmistrz, cichociemny (zm. 1944)
- 1915 – Lew Szestakow, radziecki pilot wojskowy, as myśliwski (zm. 1944)
- 1916:
  - Nelly Adamson-Landry, belgijska tenisistka (zm. 2010)
  - Gerard Labuda, polski historyk, mediewista, wykładowca akademicki (zm. 2010)
- 1917 – Ellis Clarke, trynidadzko-tobagijski polityk, pierwszy prezydent Trynidadu i Tobago (zm. 2010)
- 1918:
  - Nikołaj Abramaszwili, radziecki kapitan pilot, as myśliwski (zm. 1942)
  - Andriej Giricz, radziecki generał major lotnictwa (zm. 1973)
  - Jan Sowa, polski kapitan rezerwy, żołnierz BCh, działacz ruchu ludowego (zm. 1944)
- 1919:
  - Janina Rubach-Kuczewska, polska dziennikarka, eseistka (zm. 2017)
  - Franciszek Śliwa, polski pisarz, polityk, poseł na Sejm PRL (zm. 2002)
- 1920:
  - James Counsilman, amerykański pływak, trener (zm. 2004)
  - Viliam Gerik, czechosłowacki starszy szeregowy, cichociemny, kolaborant (zm. 1947)
  - Antoinette de Massy, monakijska księżniczka (zm. 2011)
- 1921:
  - Romano Bottegal, włoski zakonnik, pustelnik, czcigodny Sługa Boży (zm. 1978)
  - Leo Victor de Gale, grenadyjski duchowny katolicki, gubernator generalny (zm. 1986)
  - Philippe de Gaulle, francuski admirał, polityk (zm. 2024)
  - Veikko Männikkö, fiński zapaśnik (zm. 2012)
- 1922:
  - Boris Krawcow, radziecki prawnik, polityk
  - Stan Lee, amerykański autor komiksów, pisarz, scenarzysta i producent filmowy (zm. 2018)
  - Stanisław Ostoja-Kotkowski, polski malarz, rzeźbiarz, scenograf, fotografik (zm. 1994)
- 1923:
  - Józef Chasyd, polski skrzypek pochodzenia żydowskiego (zm. 1950)
  - Hanna Przewłocka, polska chemik, wykładowczyni akademicka (zm. 2017)
- 1924:
  - Stefan Burczyk, polski aktor (zm. 2014)
  - Milton Obote, ugandyjski polityk, prezydent Ugandy (zm. 2005)
  - Gyrma Uelde-Gijorgis, etiopski wojskowy, polityk, prezydent Etiopii (zm. 2018)
- 1925:
  - Hildegard Knef, niemiecka aktorka, piosenkarka, pisarka (zm. 2002)
  - Bronisław Pawlicki, polski hokeista na trawie (zm. 2014)
  - Zuzanna Stromenger, polska biolog, publicystka, uczestniczka powstania warszawskiego (zm. 2011)
- 1927:
  - Edward Babiuch, polski ekonomista, polityk, poseł na Sejm, członek Rady Państwa i premier PRL (zm. 2021)
  - Fatmir Haxhiu, albański malarz (zm. 2001)
  - Raimundo Revoredo Ruiz, peruwiański duchowny katolicki, prałat terytorialny Juli (zm. 2021)
  - Esther Sandoval, portorykańska aktorka (zm. 2006)
- 1928:
  - Andrés Moisés Mba Ada, polityk z Gwinei Równikowej (zm. 2006)
  - Michaił Matafonow, radziecki polityk (zm. 2012)
  - Claude Nigon, francuski szpadzista (zm. 1994)
  - Cezar Piernikarski, polski językoznawca, slawista, wykładowca akademicki (zm. 1991)
  - Vito Schlickmann, brazylijski duchowny katolicki, biskup pomocniczy Florianópolis (zm. 2023)
  - Ian Steel, szkocki kolarz szosowy (zm. 2015)
- 1929:
  - Evert Gunnarsson, szwedzki wioślarz (zm. 2022)
  - Fred Heineman, amerykański polityk (zm. 2010)
  - Terry Sawchuk, kanadyjski hokeista, bramkarz pochodzenia ukraińskiego (zm. 1970)
  - Maarten Schmidt, holenderski astronom (zm. 2022)
- 1930:
  - Jerzy Krasuski, polski historyk, wykładowca akademicki (zm. 2009)
  - Franzl Lang, bawarski jodler, śpiewak, muzyk (zm. 2015)
- 1931:
  - Guy Debord, francuski pisarz, filozof, myśliciel polityczny, filmowiec (zm. 1994)
  - István Gáll, węgierski pisarz (zm. 1982)
  - Andrzej Kurz, polski polityk, działacz komunistyczny, historyk, polonista, wydawca, wykładowca akademicki
  - Mervyn Taylor, irlandzki prawnik, polityk, minister pracy pochodzenia żydowskiego (zm. 2021)
- 1932:
  - Nichelle Nichols, amerykańska aktorka, piosenkarka (zm. 2022)
  - Manuel Puig, argentyński pisarz (zm. 1990)
- 1933:
  - Giovanni Battistelli, włoski duchowny katolicki, franciszkanin, kustosz Ziemi Świętej (zm. 2011)
  - Inger Bjørnbakken, norweska narciarka alpejska (zm. 2021)
  - Charles Fiterman, francuski polityk
  - Charles Portis, amerykański pisarz (zm. 2020)
- 1934:
  - Alasdair Gray, szkocki dramatopisarz (zm. 2019)
  - Danuta Kmieć, polska siatkarka (zm. 1988)
  - Franciszek Połomski, polski prawnik, historyk, polityk, senator RP (zm. 2019)
  - Maggie Smith, brytyjska aktorka (zm. 2024)
  - Ignacy (Triantis), grecki duchowny prawosławny, metropolita Beratu (zm. 2024)
  - Ken Wilcock, brytyjski lekkoatleta, sprinter
- 1935:
  - Ryszard Karpiński, polski duchowny katolicki, biskup pomocniczy lubelski (zm. 2024)
  - Fernando Lopes, portugalski reżyser filmowy (zm. 2012)
  - Jerzy Maternicki, polski historyk historiografii, wykładowca akademicki
  - Emil Stokłosa, polski brydżysta
- 1936:
  - Jerzy Chłopecki, polski socjolog, politolog, wykładowca akademicki (zm. 2014)
  - Aleksandar Đokić, serbski architekt (zm. 2002)
  - Han Seung-soo, południowokoreański dyplomata, polityk, premier Korei Południowej
  - Edward Rymar, polski historyk, mediewista, wykładowca akademicki
  - Zeynəb Xanlarova, azerska śpiewaczka operowa (sopran)
- 1937:
  - Gene Scott, amerykański tenisista, działacz i dziennikarz sportowy (zm. 2006)
  - Ratan Tata, indyjski przedsiębiorca (zm. 2024)
- 1938:
  - Alexander Horváth, słowacki piłkarz, trener (zm. 2022)
  - Pachín, hiszpański piłkarz, trener (zm. 2021)
  - Anatolij Sliwko, rosyjski seryjny morderca (zm. 1989)
- 1939:
  - Conny Andersson, szwedzki kierowca wyścigowy
  - Frank McLintock, szkocki piłkarz, trener
  - Marian Szarmach, polski filolog klasyczny
- 1940:
  - Don Francisco, chilijski prezenter telewizyjny
  - Peter Göring, wschodnioniemiecki żołnierz (zm. 1962)
  - Barbara Martelińska, polska piosenkarka jazzowa (zm. 2022)
  - Jorge Pegado Liz, portugalski prawnik, menedżer, polityk, eurodeputowany
- 1941:
  - Teruo Higa, japoński biolog, wykładowca akademicki
  - Khalid Mahmood, pakistański hokeista na trawie
  - Décio Randazzo Teixeira, brazylijski piłkarz (zm. 2000)
  - Georges Vandenberghe, belgijski kolarz szosowy (zm. 1983)
- 1942:
  - Attilio Celant, włoski ekonomista, prawnik, wykładowca akademicki
  - Salvador Jové Peres, hiszpański polityk
  - Orest Lenczyk, polski piłkarz, trener
  - Robert Muench, amerykański duchowny katolicki, biskup Baton Rouge
  - Roger Swerts, belgijski kolarz szosowy
- 1943:
  - Juan Luis Cipriani Thorne, peruwiański duchowny katolicki, arcybiskup Limy, prymas Peru, kardynał
  - David Peterson, kanadyjski polityk, premier prowincji Ontario
- 1944:
  - Sandra Faber, amerykańska astronom, kosmolog, wykładowczyni akademicka
  - Johnny Isakson, amerykański polityk, senator (zm. 2021)
  - John Komlos, amerykański historyk, wykładowca akademicki pochodzenia żydowskiego
  - Kary Mullis, amerykański chemik, laureat Nagrody Nobla (zm. 2019)
- 1945:
  - David Allen, amerykański specjalista ds. produktywności
  - Donald Burrows, brytyjski muzykolog
  - Birendra Bir Bikram Shah Dev, król Nepalu (zm. 2001)
  - Jun Kuki, japoński tenisista
  - George Zebrowski, amerykański pisarz science fiction, wydawca, krytyk literacki pochodzenia polskiego (zm. 2024)
- 1946:
  - Mike Beebe, amerykański polityk
  - Tim Johnson, amerykański polityk, senator (zm. 2024)
  - Jerzy Müller, polski nauczyciel, związkowiec, polityk, poseł na Sejm RP
  - Salvatore Muratore, włoski duchowny katolicki, biskup Nicosii
  - Elefterios Pupakis, grecki piłkarz, bramkarz
  - Michaił Skriabin, rosyjski aktor (zm. 2011)
  - Edgar Winter, amerykański muzyk, wokalista rockowy i bluesowy
- 1947:
  - Mustafa Akıncı, cypryjski polityk, prezydent Cypru Północnego pochodzenia tureckiego
  - Spencer Bachus, amerykański polityk
  - Dick Diamonde, australijski basista, członek zespołu The Easybeats (zm. 2024)
  - Don Dickinson, kanadyjski pisarz
  - Louis Floch, francuski piłkarz
  - Jewgienij Smirnow, ukraiński aktor (zm. 2016)
- 1948:
  - Ernesto Aparicio, salwadorski piłkarz
  - Jan Balachowski, polski lekkoatleta, sprinter, trener
  - George Murry, amerykański duchowny katolicki, biskup Youngstown (zm. 2020)
- 1949:
  - Gheorghe Berceanu, rumuński zapaśnik (zm. 2022)
  - Els de Groen-Kouwenhoven, holenderska pisarka, publicystka, polityk
  - Brunon Herrmann, polski generał brygady
  - Sylwester Kubica, polski gimnastyk sportowy (zm. 2018)
  - Mait Mihkel Mathiesen, estoński działacz emigracyjny, polityk (zm. 2005)
  - Dieter Meinel, niemiecki biegacz narciarski
  - Jean-Claude Olry, francuski kajakarz
  - Wołodymyr Puzakow, ukraiński samorządowiec, polityk
- 1950:
  - Juan María Traverso, argentyński kierowca wyścigowy i rajdowy (zm. 2024)
  - Krystyna Waszakowa, polska językoznawczyni, wykładowczyni akademicka
- 1951:
  - Andrzej Bętkowski, polski nauczyciel, samorządowiec, polityk, poseł na Sejm RP
  - Anna Goebel, polska artystka wizualna[5]
  - John Gray, amerykański terapeuta rodzinny, wykładowca, pisarz
  - Hugh McDonald, amerykański basista, członek zespołu Bon Jovi
  - Mariko Okamoto, japońska siatkarka
  - Antonysamy Susairaj, kambodżański duchowny katolicki, prefekt apostolski Kompong Cham
  - Natalija Witrenko, ukraińska polityk
- 1952:
  - Antonio Mura, włoski duchowny katolicki, biskup Lanusei
  - Mária Zakariás, węgierska kajakarka
- 1953:
  - Richard Clayderman, francuski pianista
  - Alfred Eder, austriacki biathlonista
  - Rüdiger von Fritsch, niemiecki dyplomata
  - Trip Hawkins, amerykański przedsiębiorca
  - Edward Lorens, polski piłkarz, trener
  - Teresa Tyszkiewicz, polska artystka, autorka filmów krótkometrażowych (zm. 2020)
- 1954:
  - Sven-Erik Bucht, szwedzki samorządowiec, polityk
  - Emmanuel Delmas, francuski duchowny katolicki, biskup Angers
  - Piotr Dyk, polski lekarz, działacz opozycji antykomunistycznej
  - Meropi Kaldi, grecka feministka, polityk, eurodeputowana
  - Denzel Washington, amerykański aktor, reżyser, scenarzysta i producent filmowy
  - Tadeusz Zwiefka, polski dziennikarz, polityk, eurodeputowany, poseł na Sejm RP
- 1955:
  - Aleksandras Abišala, litewski przedsiębiorca, polityk, premier Litwy
  - Klaus Barthel, niemiecki polityk
  - Vincenzo Iovine, włoski polityk, eurodeputowany
  - Małgorzata Jaworska, polska pianistka, pedagog
  - Maria Jaworska-Michałowska, polska architekt (zm. 2013)
  - Enrique Macaraeg, filipiński duchowny katolicki, biskup Tarlac (zm. 2023)
  - Liu Xiaobo, chiński literaturoznawca, pisarz, dysydent, laureat Pokojowej Nagrody Nobla (zm. 2017)
- 1956:
  - Nigel Kennedy, brytyjski skrzypek
  - Jimmy Nicholl, północnoirlandzki piłkarz, trener
  - Miguel Noguer, hiszpański żeglarz sportowy
  - Teresa Pamuła, polska polityk, nauczycielka, poseł na Sejm RP
  - Jan Antoni Paszkiewicz, polski pisarz, publicysta
- 1957:
  - Javier Arenas, hiszpański prawnik, samorządowiec, polityk
  - Dumitru Braghiș, mołdawski inżynier, polityk, premier Mołdawii
  - Hans Ledermann, szwajcarski kolarz szosowy i torowy
  - Derek Yee, hongkoński aktor, reżyser filmowy
- 1958:
  - Dmitrij Boczkariow, rosyjski łyżwiarz szybki
  - Terry Butcher, angielski piłkarz, trener
  - Zoran Gajić, serbski trener siatkarski
  - Piotr Lass, polski lekarz, specjalista w zakresie medycyny nuklearnej (zm. 2021)
  - Augustine Ndubueze Echema, nigeryjski duchowny katolicki, biskup Aby
- 1959:
  - Tomas Gustafson, szwedzki łyżwiarz szybki
  - Hansjörg Kunze, niemiecki lekkoatleta, długodystansowiec
  - Andy McNab, brytyjski wojskowy, pisarz
  - Paweł Przybylski, polski kierowca rajdowy
- 1960:
  - Ray Bourque, kanadyjski hokeista
  - John Fitzgerald, australijski tenisista
  - Chad McQueen, amerykański aktor (zm. 2024)
  - Terri Garber, amerykańska aktorka
- 1961:
  - Balu, brazylijski piłkarz
  - Boszko Ǵurowski, macedoński piłkarz, trener
  - Agnès Le Brun, francuska działaczka samorządowa, polityk
  - Kent Nielsen, duński piłkarz, trener
  - Borut Petrič, słoweński pływak, trener
  - Katina Schubert, niemiecka polityk
  - Martina Werner, niemiecka działaczka samorządowa, polityk
- 1962:
  - Abdi Bile, somalijski lekkoatleta, średniodystansowiec
  - Nedžad Branković, bośniacki polityk, premier Bośni i Hercegowiny
  - Michelle Cameron, kanadyjska pływaczka synchroniczna
  - Michel Petrucciani, francuski kompozytor i pianista jazzowy (zm. 1999)
  - Maciej Świerzawski, polski reżyser i producent telewizyjny
  - Quim Torra, hiszpański polityk, szef samorządu Katalonii
- 1963:
  - Jean-Philippe Daurelle, francuski szablista
  - Linda Keough, brytyjska lekkoatletka, sprinterka
  - Wojciech Kozak, polski polityk, samorządowiec, prezydent Warszawy
- 1964:
  - Juan Carlos Alvarado, gwatemalski piosenkarz
  - Rick Leach, amerykański tenisista
  - Laurence Modaine-Cessac, francuska florecistka
- 1965:
  - Dražen Biškup, chorwacki piłkarz, trener
  - Kazuo Echigo, japoński piłkarz
  - Giovanni Intini, włoski duchowny katolicki, biskup Tricarico
  - Allar Levandi, estoński kombinator norweski
  - Michael E. Mann, amerykański klimatolog
- 1966:
  - Piotr Beczała, polski śpiewak operowy (tenor)
  - Kaliopi, macedońska piosenkarka, kompozytorka, autorka tekstów
  - Anna Lissowska, polska szachistka
  - Mohamed Ali Mahjoubi, tunezyjski piłkarz
  - Wojciech Wojda, polski wokalista, członek zespołu Farben Lehre
- 1967:
  - Cezary Konrad, polski perkusista jazzowy, kompozytor
  - Paula Pereira, brazylijska aktorka
- 1968:
  - Iwan Andrusiak, ukraiński poeta, pisarz dziecięcy, krytyk literacki, tłumacz
  - Li’or Aszkenazi, izraelski aktor
  - Akihiko Hoshide, japoński inżynier, astronauta
  - Bibi Naceri, francuski aktor, scenarzysta filmowy pochodzenia algierskiego
  - Brian Steen Nielsen, duński piłkarz, działacz piłkarski
  - Jole Santelli, włoska prawniczka, działaczka samorządowa, polityk, prezydent Kalabrii (zm. 2020)
- 1969:
  - Santo Loku Pio Doggale, południowosudański duchowny katolicki, biskup pomocniczy Dżuby
  - Juan Reynoso, peruwiański piłkarz, trener
  - Linus Torvalds, fiński informatyk
  - James Trapp, amerykański lekkoatleta, sprinter, futbolista
- 1970:
  - Yolanda Andrade, meksykańska aktorka
  - Oleg Artiemjew, rosyjski kosmonauta
  - Macaire Obou, iworyjski piłkarz, bramkarz
  - Brenda Schultz-McCarthy, holenderska tenisistka
- 1971:
  - Sergi Barjuán, hiszpański piłkarz, trener narodowości katalońskiej
  - Roberto Cecon, włoski skoczek narciarski, trener
  - Marek Kornat, polski historyk, sowietolog, edytor źródeł, eseista, profesor nauk humanistycznych
  - Frank Sepe, amerykański kulturysta, model pochodzenia włosko-niemieckiego
  - Jan-Derek Sørensen, norweski piłkarz
- 1972:
  - Kasia Adamik, polska plastyczka, storyboardzistka, reżyserka
  - Carmel Corbett, nowozelandzka lekkoatletka, wieloboistka
  - Piotr Dziedzic, polski urzędnik państwowy
  - Roberto Palacios, peruwiański piłkarz
  - Patrick Rafter, australijski tenisista
  - Kevin Stitt, amerykański polityk, gubernator stanu Oklahoma
  - Shinobu Terajima, japońska aktorka
- 1973:
  - Alex Coomber, brytyjska skeletonistka
  - Alex Dimitriades, australijski aktor pochodzenia greckiego
  - Shawn Harrison, amerykański aktor
  - Seth Meyers, amerykański komik, scenarzysta, producent, aktor i prezenter telewizyjny
  - Ids Postma, holenderski łyżwiarz szybki
- 1974:
  - Lucjan Błaszczyk, polski tenisista stołowy
  - Francesca Dolcini, włoska lekkoatletka, tyczkarka
  - Jakob Forssmed, szwedzki polityk
  - George Muthaka, kenijski duchowny katolicki, biskup Garissy
  - Spencer Pumpelly, amerykański kierowca wyścigowy
  - Michèle Rohrbach, szwajcarska narciarka dowolna
  - Nemanja Šarović, serbski prawnik, polityk
  - Markus Weinzierl, niemiecki piłkarz, trener
- 1975:
  - Jared Anderson, amerykański muzyk, kompozytor, wokalista, członek zespołów: Hate Eternal, Morbid Angel i Internecine (zm. 2006)
  - Petr Pokorný, czeski piłkarz
  - Fredrik Winsnes, norweski piłkarz
- 1976:
  - Patrik Ježek, czeski piłkarz
  - Anna Kańtoch, polska pisarka fantasy
  - Joe Manganiello, amerykański aktor, reżyser, producent filmowy
- 1977:
  - Kuami Agboh, togijski piłkarz
  - Derrick Brew, amerykański lekkoatleta, sprinter
  - Kery James, francuski raper, piosenkarz, tancerz, producent muzyczny
- 1978:
  - Dominika Chorosińska, polska aktorka, dziennikarka telewizyjna, działaczka samorządowa, polityk, poseł na Sejm RP
  - Feng Kun, chińska siatkarka
  - John Legend, amerykański piosenkarz, muzyk, kompozytor
  - Jewhen Mirosznyczenko, ukraiński szachista
  - Will Saul, brytyjski didżej, producent muzyczny
- 1979:
  - James Blake, amerykański tenisista
  - Daniel Forfang, norweski skoczek narciarski
  - Senna Guemmour, niemiecka piosenkarka pochodzenia marokańskiego
  - André Holland, amerykański aktor
  - Meng Lili, chińska zapaśniczka
  - Noomi Rapace, szwedzka aktorka
- 1980:
  - Katarzyna Durak, polska lekkoatletka, biegaczka długodystansowa
  - Vanessa Ferlito, amerykańska aktorka pochodzenia włoskiego
  - Diego Junqueira, argentyński tenisista
  - Chintu Kampamba, zambijski piłkarz
  - Mário Pečalka, słowacki piłkarz
  - Nikodem (Pustowhar), ukraiński biskup prawosławny
  - Piotr Sieklucki, polski aktor, reżyser teatralny
  - Ryta Turawa, białoruska lekkoatletka, chodziarka
  - Witold Zembaczyński, polski przedsiębiorca, samorządowiec, polityk, poseł na Sejm RP
- 1981:
  - Khalid Boulahrouz, holenderski piłkarz pochodzenia marokańskiego
  - Sienna Miller, brytyjska aktorka
  - David Moss, amerykański hokeista
  - Marcel Schaffrath, niemiecki skoczek narciarski
- 1982:
  - Curtis Glencross, kanadyjski hokeista
  - Dawit Grikorian, ormiański piłkarz
  - Aleksandra Miciul, polska pływaczka
  - Olga Nasiedkina, kazachska siatkarka
- 1983:
  - Daniela Alvarez, boliwijska tenisistka
  - Debatik Curri, albański piłkarz
  - Aiko Nakamura, japońska tenisistka
  - Maria Niklińska, polska aktorka
  - Robert Svensson, szwedzki tenisista stołowy
- 1984:
  - Rosir Calderón Díaz, kubańska siatkarka
  - Dienis Chismatullin, rosyjski szachista
  - Maggie Civantos, hiszpańska aktorka
  - Raditya Dika, indonezyjski pisarz, komik, aktor, osobowość internetowa
  - Jelena Iwaszczenko, rosyjska judoczka (zm. 2013)
  - Leroy Lita, angielski piłkarz pochodzenia kongijskiego
  - Denys Marynczuk, ukraiński piłkarz
  - Kimberley Mickle, australijska lekkoatletka, oszczepniczka
  - Jamunovandu Ngatjizeko, namibijski piłkarz
  - Władysław Piskun, ukraiński piłkarz
  - Sean St Ledger, irlandzki piłkarz
  - Jodi Unger, amerykańska lekkoatletka, tyczkarka
  - Sandra Ygueravide, hiszpańska koszykarka
- 1985:
  - Ivan Perrillat Boiteux, francuski biegacz narciarski
  - Zamira Rachmanowa, rosyjska zapaśniczka
  - Michal Sersen, słowacki hokeista
  - Celeste Star, amerykańska aktorka
  - Benoît Trémoulinas, francuski piłkarz
- 1986:
  - Bocundji Ca, piłkarz z Gwinei Bissau
  - Tom Huddlestone, angielski piłkarz
  - Ana Jelušić, chorwacka narciarka alpejska
  - Agnieszka Szwarnóg, polska lekkoatletka, chodziarka
- 1987:
  - Thomas Dekker, amerykański aktor, scenarzysta i producent filmowy, piosenkarz
  - Adam Gregory, amerykański aktor
  - Amer Mubarak, emiracki piłkarz
  - Marcin Schodowski, polski piłkarz ręczny, bramkarz
  - Anna Terpiłowska, polska aktorka
- 1988:
  - Isłambiek Albijew, rosyjski zapaśnik pochodzenia czeczeńskiego
  - Ched Evans, walijski piłkarz
  - Enrica Merlo, włoska siatkarka
  - Martina Pretelli, sanmaryńska lekkoatletka, sprinterka
  - Adam Sarota, australijski piłkarz pochodzenia polskiego
  - Abdou Razack Traoré, burkiński piłkarz
- 1989:
  - Harry Arter, irlandzki piłkarz
  - George Blagden, brytyjski aktor
  - Lewan Kałandadze, rosyjski siatkarz
  - Marzena Kościelniak, polska lekkoatletka, płotkarka
  - Bennie Logan, amerykański futbolista
  - Mackenzie Rosman, amerykańska aktorka
  - Salvador Sobral, portugalski piosenkarz
- 1990:
  - Ayele Abshero, etiopski lekkoatleta, długodystansowiec
  - Marcos Alonso Mendoza, hiszpański piłkarz
  - David Archuleta, amerykański piosenkarz, muzyk, autor tekstów, aktor
  - Sadio Diallo, gwinejski piłkarz
  - John Henson, amerykański koszykarz
  - Kristijan Krajina, chorwacki koszykarz
  - Bastiaan Lijesen, holenderski pływak
  - A.J. Walton, amerykański koszykarz
- 1991:
  - Got Barss, polski producent muzyczny, inżynier dźwięku
  - Keko, hiszpański piłkarz
  - Kamil Maciejewski, polski koszykarz
  - Natija Pancułaja, ukraińska piłkarka
  - Stefano Travaglia, włoski tenisista
- 1992:
  - Magdalena Idziorek, polska koszykarka
  - Tomáš Jurčo, słowacki hokeista
  - Lara van Ruijven, holenderska łyżwiarka szybka, specjalistka short tracku (zm. 2020)
  - Alicja Stefańska, polska siatkarka
- 1993:
  - Yvon Beliën, holenderska siatkarka
  - Maximilian Beyer, niemiecki kolarz szosowy i torowy
  - Bonnie Brandon, amerykańska pływaczka
  - Giorgi Dżgerenaia, gruziński piłkarz
  - Artur Kot, polski piłkarz ręczny, bramkarz
  - Patryk Mikita, polski piłkarz
  - Mthunzi Mkhontfo, suazyjski piłkarz
  - Shinobu Ōta, japoński zapaśnik
- 1994:
  - Amer Đidić, kanadyjski piłkarz pochodzenia bośniackiego
  - Anna Diemientjewa, rosyjska gimnastyczka
  - Odd Christian Eiking, norweski kolarz szosowy
  - Lilija Horiszna, ukraińska zapaśniczka
  - Avery Konrad, kanadyjska aktorka
  - Jarkko Määttä, fiński skoczek narciarski
  - Adam Peaty, brytyjski pływak
  - Jonna Sundling, szwedzka biegaczka narciarska
- 1995:
  - Brittany Abercrombie, amerykańska siatkarka
  - Yiğit Gülmezoğlu, turecki siatkarz
  - Rony Lopes, portugalski piłkarz pochodzenia brazylijskiego
  - Agata Stępień, polska koszykarka
- 1996:
  - Jurij Natarow, kazachski kolarz szosowy
  - Tanguy Ndombele, francuski piłkarz pochodzenia kongijskiego
  - Nicola Olyslagers, australijska lekkoatletka, skoczkini wzwyż
  - Demie-Jade Resztan, brytyjska pięściarka
  - Luiz da Silva, peruwiański piłkarz pochodzenia brazylijskiego
- 1997:
  - Konstandinos Galanopulos, grecki piłkarz
  - Hakim Ouro-Sama, togijski piłkarz
- 1998:
  - Joaquim, brazylijski piłkarz
  - Kamil Surmiak, polski futsalista
- 1999:
  - Alexa Held, amerykańska koszykarka
  - Hianga’a Mbock, francuski piłkarz pochodzenia kameruńsko-madagaskarskiego
  - Iqbaal Ramadhan, indonezyjski aktor, piosenkarz
- 2000:
  - Sebastián Báez, argentyński tenisista
  - Gaël Blondeau, francuski kombinator norweski
- 2001:
  - Madison De La Garza, amerykańska aktorka pochodzenia meksykańskiego
  - Paul Penhoët, francuski kolarz szosowy
  - Maitreyi Ramakrishnan, kanadyjska aktorka pochodzenia tamilskiego
- 2002:
  - Defri Juliant, indonezyjski piosenkarz
  - Janis Satsias, cypryjski piłkarz
  - Kelsey Smith-Briggs, amerykańska ofiara przemocy wobec dzieci (zm. 2005)
- 2003 – Marco Aceituno, honduraski piłkarz

## Zmarli
- 1297 – Hugues Aycelin, francuski kardynał, teolog (ur. 1230)
- 1342 – Bartolomeo Gradenigo, doża Wenecji (ur. 1260)
- 1367 – Yoshiakira Ashikaga, japoński siogun (ur. 1330)
- 1394 – Maria Angelina, basilissa północnego Epiru (ur. ok. 1350)
- 1412 – Konrad III Stary, książę oleśnicki (ur. ?)
- 1442 – Katarzyna Welf, księżniczka brunszwicka, margrabina Miśni, landgrafini Turyngii, księżna elektorowa Saksonii (ur. 1395)
- 1446 – Klemens VIII, antypapież (ur. 1369)
- 1503 – Piotr II Medyceusz, władca Florencji (ur. 1472)
- 1524:
  - Jakub Adebar, pomorski szlachcic, wójt Kołobrzegu (ur. ?)
  - Johann von Staupitz, niemiecki duchowny i teolog katolicki (ur. 1460)
- 1547 – Konrad Peutinger, niemiecki ekonomista, humanista, dyplomata, edytor, drukarz, antykwariusz, polityk, dyplomata (ur. 1465)
- 1558 – Hermann Finck, niemiecki kompozytor, organista (ur. 1495)
- 1566 – Małgorzata Paleolog, markiza Montferratu (ur. 1510)
- 1568 – Krzysztof, książę Wirtembergii (ur. 1515)
- 1571 – John Hales, angielski pisarz, polityk (ur. 1516)
- 1622 – Franciszek Salezy, francuski duchowny katolicki, biskup Genewy, teolog, filozof, doktor Kościoła, święty (ur. 1567)
- 1624 – Karol Habsburg, książę nyski i cieszyński, biskup wrocławski, wielki mistrz zakonu krzyżackiego (ur. 1590)
- 1645 – Gaspar de Borja y Velasco, hiszpański kardynał, dyplomata (ur. ?)
- 1656 – Laurent de La Hyre, francuski malarz, rysownik, grafik, dekorator (ur. 1606)
- 1663 – Francesco Grimaldi, włoski jezuita, matematyk, fizyk, astronom (ur. 1618)
- 1669 – Antoni Terlecki, polski duchowny greckokatolicki, biskup przemyski (ur. 1624)
- 1679 – Andrzej Trzebicki, polski duchowny katolicki, biskup krakowski (ur. 1607)
- 1694 – Maria II Stuart, królowa Anglii, Szkocji i Irlandii (ur. 1662)
- 1703 – Mustafa II, sułtan Imperium Osmańskiego (ur. 1664)
- 1706 – Pierre Bayle, francuski filozof, pisarz, historyk, hugenota (ur. 1647)
- 1708 – Joseph Pitton de Tournefort, francuski botanik (ur. 1656)
- 1714 – Aleksander Benedykt Wyhowski, polski duchowny katolicki, opat benedyktyński na Świętym Krzyżu, biskup łucki (ur. 1649)
- 1718 – Benoîte Rencurel, francuska tercjarka dominikańska, mistyczka, Służebnica Boża (ur. 1647)
- 1728 – Anna Zofia, księżniczka Saksonii-Gothy-Altenburga, księżna Schwarzburg-Rudolstadt (ur. 1670)
- 1734 – Robert Roy Macgregor, szkocki zbójnik, banita, bohater ludowy (ur. 1671)
- 1747 – Gundaker Althann, austriacki oficer, architekt (ur. 1665)
- 1757 – Karolina Elżbieta Hanowerska, księżniczka brytyjska (ur. 1713)
- 1767 – Emerich de Vattel, szwajcarski filozof, dyplomata, prawnik (ur. 1714)
- 1779 – Gennaro Manna, włoski kompozytor (ur. 1715)
- 1793 – Piotr Świtkowski, polski jezuita, ekonomista, publicysta, redaktor (ur. 1744)
- 1796 – Ludwik, książę pruski, generalmajor (ur. 1773)
- 1800 – Jerzy XII, ostatni król Kartlii i Kachetii (Gruzji wschodniej) (ur. 1746)
- 1801 – Giovanni Rinuccini, włoski kardynał, wysoki urzędnik Kurii Rzymskiej (ur. 1743)
- 1802 – Bazyli Walicki, polski szlachcic, generał major, polityk (ur. ok. 1726)
- 1811 – Michał Jan Borch, polski hrabia, poeta, dramatopisarz, tłumacz, mineralog (ur. 1753)
- 1824 – Charles Pictet de Rochemont, szwajcarski agronom, polityk, dyplomata (ur. 1755)
- 1837:
  - Kasper del Bufalo, włoski duchowny katolicki, założyciel Zgromadzenia Misjonarzy Krwi Chrystusa, święty (ur. 1786)
  - Boris Orłowski, rosyjski rzeźbiarz (ur. 1793)
- 1843 – Marianna Gutakowska, polska szlachcianka (ur. 1766)
- 1849 – Antoine-Chrysostome Quatremère de Quincy, francuski archeolog, estetyk (ur. 1755)
- 1858 – Maria Anna Habsburg, arcyksiężniczka austriacka, księżniczka czeska i węgierska (ur. 1804)
- 1859 – Thomas Babington Macaulay, brytyjski arystokrata, historyk, pisarz, polityk (ur. 1800)
- 1862 – Jakub Ludwik Flatau, polski kupiec pochodzenia żydowskiego (ur. 1800)
- 1863:
  - Antoni Mackiewicz, polski duchowny katolicki, uczestnik powstania styczniowego (ur. 1826 lub 28)
  - Maryla Wereszczakówna, polska szlachcianka (ur. 1799)
- 1864 – Edward Żeligowski, polski poeta, tłumacz, publicysta (ur. 1816)
- 1874 – Gerrit Smith, amerykański polityk, abolicjonista (ur. 1797)
- 1879:
  - Tomasz Malinowski, polski działacz patriotyczny (ur. 1802)
  - George Storrs, amerykański kaznodzieja adwentystyczny (ur. 1796)
- 1886 – Kazimierz Kantak, polski działacz polityczny i społeczny (ur. 1824)
- 1889:
  - Hermann Brehmer, niemiecki lekarz (ur. 1826)
  - Teresa Burbon-Sycylijska, księżniczka Obojga Sycylii, cesarzowa Brazylii (ur. 1822)
- 1894:
  - Henryk Rodakowski, polski malarz, portrecista (ur. 1823)
  - Katarzyna Volpicelli, włoska zakonnica, święta (ur. 1839)
- 1900 – Alexandre de Serpa Pinto, portugalski odkrywca, administrator kolonialny (ur. 1846)
- 1903:
  - Nikołaj Fiodorow, rosyjski filozof prawosławny (ur. 1829)
  - George Gissing, brytyjski pisarz (ur. 1857)
- 1907 – Alfred Baring Garrod, brytyjski lekarz (ur. 1819)
- 1914:
  - Carl Liebermann, niemiecki chemik, wykładowca akademicki (ur. 1842)
  - Leo Ware, amerykański tenisista (ur. 1876)
- 1916:
  - Carl Hintze, niemiecki geolog, mineralog (ur. 1851)
  - Eduard Strauss, austriacki kompozytor (ur. 1835)
- 1918:
  - Olavo Bilac, brazylijski poeta (ur. 1865)
  - Jan Kleniewski, polski ziemianin, przemysłowiec, rolnik (ur. 1845)
  - Wilhelm Wilk-Wyrwiński, polski major piechoty, malarz, grafik, projektant zabawek (ur. 1882)
- 1919 – Johannes Rydberg, szwedzki fizyk, wykładowca akademicki (ur. 1854)
- 1920:
  - Leopold Landau, niemiecki ginekolog, działacz syjonistyczny pochodzenia żydowskiego (ur. 1848)
  - Aleksander Raciborski, polski filozof, wykładowca akademicki, ziemianin, działacz gospodarczy i społeczny, polityk (ur. 1845)
- 1923 – Eugène Mougin, francuski łucznik (ur. 1852)
- 1925 – Siergiej Jesienin, rosyjski poeta (ur. 1895)
- 1926 – Nikołaj Saks, rosyjski malarz (ur. 1849)
- 1928 – Domenico Alaleona, włoski kompozytor (ur. 1881)
- 1929 – Kristian Hude, duński fotograf (ur. 1864)
- 1930 – Kazimierz Sochaniewicz, polski historyk, archiwista, heraldyk, pedagog (ur. 1892)
- 1931 – Franciszek Ksawery Brzozowski, polski sędzia (ur. 1856)
- 1932:
  - Bernhard Rawitz, niemiecki anatom, zoolog, wykładowca akademicki, lekarz wojskowy (ur. 1857)
  - Malcolm Whitman, amerykański tenisista (ur. 1877)
- 1933 – Robert Vonnoh, amerykański malarz (ur. 1858)
- 1934 – Pau Gargallo, kataloński rzeźbiarz (ur. 1881)
- 1935 – Clarence Day, amerykański pisarz, rysownik, publicysta (ur. 1874)
- 1936 – Nestor Łakoba, radziecki polityk (ur. 1893)
- 1937:
  - Iwan Diczew, radziecki polityk (ur. 1897)
  - Sachandżeri Mamsurow, radziecki polityk (ur. 1882)
  - Maurice Ravel, francuski kompozytor, pianista (ur. 1875)
  - Eugeniusz Solski, polski komandor dyplomowany (ur. 1893)
- 1938 – Florence Lawrence, kanadyjska aktorka (ur. 1886)
- 1939:
  - Bohdan Alexandrowicz, polski urzędnik państwowy (ur. 1896)
  - Stanisław Estreicher, polski historyk prawa, bibliograf, wykładowca akademicki (ur. 1869)
- 1940:
  - Jan Brussaard, holenderski strzelec sportowy (ur. 1875)
  - Roman Dadaczyński, polski duchowny katolicki, kapelan wojskowy, powstaniec wielkopolski (ur. 1889)
  - Franciszek Glugla, polski kupiec (ur. 1872)
  - Eugeniusz Przybyszewski, polski historyk, publicysta, działacz komunistyczny (ur. 1889)
  - August Utta, polski polityk, poseł na Sejm i senator RP pochodzenia niemieckiego (ur. 1887)
- 1941:
  - Gerald Backhouse, australijski lekkoatleta, średniodystansowiec (ur. 1912)
  - Marian Jurecki, polski porucznik kawalerii, cichociemny (ur. 1911)
  - Władysław Łucki, polski kapitan piechoty (ur. 1894)
  - Piotr Pszennikow, radziecki generał porucznik (ur. 1895)
  - Andrzej Świątkowski, polski architekt, kapitan rezerwy, cichociemny (ur. 1906)
- 1942:
  - Alfred Flatow, niemiecki gimnastyk pochodzenia żydowskiego (ur. 1869)
  - Wacław Makowski, polski prawnik, polityk, minister, marszałek Sejmu RP (ur. 1880)
- 1943 – Lewon Darbinian, radziecki pułkownik (ur. 1905)
- 1944:
  - Konrad Niedźwiecki polski adwokat, działacz społeczny (ur. 1855)
  - Kławdija Nikołajewa, radziecki polityk (ur. 1893)
  - Konstantin Zubowicz, radziecki żołnierz (ur. 1901)
- 1945:
  - Wasilij Awierin, radziecki polityk (ur. 1885)
  - Grzegorz Chomyszyn, ukraiński duchowny greckokatolicki, biskup stanisławowski, męczennik, błogosławiony (ur. 1867)
  - Theodore Dreiser, amerykański pisarz (ur. 1871)
  - Hermann Oncken, niemiecki historyk, publicysta, polityk (ur. 1869)
- 1946:
  - Elie Nadelman, polski rzeźbiarz, rysownik pochodzenia żydowskiego (ur. 1882)
  - Gerhard Szczurek, polski działacz KWP (ur. 1912)
  - Józef Zadzierski, polski kapitan, żołnierz AK i NOW (ur. 1923)
- 1947 – Wiktor Emanuel III, król Włoch (ur. 1869)
- 1948:
  - Mahmud Fahmi an-Nukraszi, egipski polityk, premier Egiptu (ur. 1888)
  - Feliks Stroiński, polska urzędnik, ofiara represji stalinowskich (ur. 1899)
  - Wiktor Szandorowski, polski podpułkownik obserwator pilot (ur. 1892)
- 1949:
  - Ivie Anderson, amerykańska wokalistka jazzowa (ur. 1905)
  - Antoni Galiński, polski działacz komunistyczny, polityk, poseł na Sejm Ustawodawczy (ur. 1888)
  - Jack Lovelock, nowozelandzki lekkoatleta, średniodystansowiec (ur. 1910)
- 1950:
  - Zygmunt Krzyżanowski, rosyjski pisarz pochodzenia polskiego (ur. 1887)
  - Bronisław Rakowski, polski generał brygady (ur. 1895)
- 1951:
  - Hans Demel, austriacki adwokat, egiptolog (ur. 1886)
  - Władimir Diterichs rosyjski porucznik, działacz antybolszewicki (ur. 1891)
- 1952:
  - Carlo Agostini, włoski duchowny katolicki, patriarcha Wenecji, kardynał-nominat (ur. 1888)
  - Vagn Ingerslev, duński tenisista, prawnik (ur. 1885)
  - Aleksandra Meklemburska, królowa Danii (ur. 1879)
  - Dick Ray, angielski piłkarz, trener (ur. 1876)
- 1954:
  - Martin Ekström, szwedzki wojskowy, działacz faszystowski (ur. 1887)
  - Wincenty Lutosławski, polski filozof, działacz narodowy, poliglota, publicysta (ur. 1863)
- 1956:
  - Oskar Olsen, norweski łyżwiarz szybki (ur. 1897)
  - Jean Pougny, francuski malarz pochodzenia rosyjskiego (ur. 1892)
- 1958 – Marek Szwarc, żydowski malarz, rzeźbiarz (ur. 1892)
- 1959:
  - Fernand Bouisson, francuski polityk, premier Francji (ur. 1874)
  - Ante Pavelić, chorwacki polityk faszystowski (ur. 1889)
- 1961:
  - Maciej Bernard, polski działacz komunistyczny i związkowy (ur. 1889)
  - Edith Wilson, amerykańska pierwsza dama (ur. 1872)
- 1962:
  - Paweł Czerwiński, polski podporucznik broni pancernych, dyplomata (ur. 1895)
  - Alfredo González, kostarykański prawnik, polityk, wiceprezydent i prezydent Kostaryki (ur. 1877)
  - Kazimierz Świtalski, polski legionista, polityk, premier, senator i marszałek Sejmu RP (ur. 1886)
- 1963:
  - Gustave Amoudruz, szwajcarski strzelec sportowy (ur. 1885)
  - Paul Hindemith, niemiecki kompozytor (ur. 1895)
  - Miloš Janoška, słowacki pedagog, działacz turystyczny, krajoznawca (ur. 1884)
  - Joe Magliocco, amerykański gangster pochodzenia włoskiego (ur. 1898)
- 1964:
  - Kees Bekker, holenderski piłkarz (ur. 1883)
  - Isaak Kikoin, radziecki fizyk jądrowy, wykładowca akademicki, polityk pochodzenia żydowskiego (ur. 1908)
  - John Murray, brytyjski polityk (ur. 1879)
- 1965:
  - Bertram Macdonald, brytyjski lekkoatleta, długodystansowiec (ur. 1902)
  - Joe Thomas, amerykański kierowca wyścigowy (ur. 1890)
- 1966:
  - Hjalmar Christoffersen, duński piłkarz (ur. 1889)
  - Carl Osburn, amerykański strzelec sportowy (ur. 1884)
- 1967:
  - Mária Németh, węgierska śpiewaczka operowa (sopran) (ur. 1897)
  - Józef Obrębski, polski etnolog, slawista, socjolog, wykładowca akademicki (ur. 1905)
- 1968 – Fernando Guidicelli, brazylijsko-włoski piłkarz (ur. 1903)
- 1970:
  - Lee Barnes, amerykański lekkoatleta, tyczkarz (ur. 1906)
  - Brutus Hamilton, amerykański lekkoatleta, wieloboista (ur. 1900)
- 1971:
  - Norman Mawle, australijski pilot wojskowy, as myśliwski (ur. 1897)
  - Max Steiner, austriacko-amerykański kompozytor, twórca muzyki filmowej (ur. 1888)
- 1972:
  - Aleksander Kodelski, polski inżynier architekt (ur. 1898)
  - Zdzisław Stroński, polski polityk, prezydent Stanisławowa, poseł na Sejm RP (ur. 1894)
  - Gedali Szapiro, polski i izraelski szachista (ur. 1929)
  - Zbigniew Trylski, polski instruktor harcerski, naczelnik ZHP (ur. 1899)
- 1973:
  - Aleksandr Rou, rosyjski reżyser filmowy pochodzenia irlandzko-greckiego (ur. 1906)
  - Jan Świercz, polski działacz niepodległościowy, samorządowy i społeczny (ur. 1888)
- 1974:
  - Guido Fantoni, włoski zapaśnik (ur. 1919)
  - Ernest Jerzy Pokrzywnicki, polski prawnik, geolog (ur. 1892)
  - Angelo Zorzi, włoski gimnastyk (ur. 1890)
- 1975 – Aleksiej Kiriczenko, radziecki polityk (ur. 1908)
- 1976:
  - Katharine Byron, amerykańska polityk (ur. 1903)
  - Augustyn Gruszka, polski pułkownik intendent, polityk emigracyjny (ur. 1896)
  - Börje Hedblom, szwedzki bobsleista (ur. 1940)
  - Freddie King, amerykański gitarzysta i wokalista bluesowy (ur. 1934)
  - Pierre La Mure, francuski pisarz (ur. 1899)
- 1977 – Charlotte Greenwood, amerykańska tancerka, aktorka (ur. 1890)
- 1978:
  - Henryk Biłka, polski poeta ludowy (ur. 1910)
  - Czesław Danowski, polski inżynier, filatelista (ur. 1921)
  - Piotr Kubas, polski lutnik (ur. 1906)
  - Władysław Nehrebecki, polski twórca filmów animowanych (ur. 1923)
- 1979:
  - Rafael Filiberto Bonnelly, dominikański prawnik, wykładowca akademicki, polityk, przewodniczący Rady Państwa (ur. 1904)
  - Józef Gębczak, polski historyk sztuki, archiwista (ur. 1911)
  - John Norton, amerykański lekkoatleta, płotkarz (ur. 1893)
  - Jurij Tołubiejew, rosyjski aktor (ur. 1905)
- 1980:
  - Walerij Druzin, radziecki piłkarz (ur. 1903)
  - Neville Price, południowoafrykański lekkoatleta, skoczek w dal (ur. 1929)
  - Aleksandra Snieżko-Błocka, rosyjska reżyserka filmów animowanych (ur. 1909)
- 1981:
  - Allan Dwan, kanadyjski scenarzysta, producent i reżyser filmowy (ur. 1885)
  - Franco Giongo, włoski lekkoatleta, sprinter (ur. 1891)
  - Władysław Herman, polski zootechnik, wykładowca akademicki (ur. 1901)
  - Cezary Pawłowski, polski fizyk, radiolog, wykładowca akademicki (ur. 1895)
  - Wołodymyr Pellich, ukraiński duchowny greckokatolicki, polityk, poseł na Sejm RP (ur. 1886)
  - Wilhelm Uliczka, polski zapaśnik, sztangista (ur. 1913)
- 1982:
  - Lesław Bodeński, polski dyplomata, dziennikarz emigracyjny (ur. 1905)
  - Renato Sáinz, boliwijski piłkarz (ur. 1899)
- 1983:
  - Eugène Chaboud, francuski kierowca wyścigowy (ur. 1907)
  - William Demarest, amerykański aktor (ur. 1892)
  - Marek Dobrowolski, polski scenograf filmowy (ur. 1920)
  - Dennis Wilson, amerykański perkusista, członek zespołu The Beach Boys (ur. 1944)
- 1984 – Sam Peckinpah, amerykański reżyser filmowy (ur. 1925)
- 1985:
  - Renato Castellani, włoski reżyser i scenarzysta filmowy (ur. 1913)
  - David Ewen, amerykański historyk i krytyk muzyczny pochodzenia austriackiego (ur. 1907)
  - Henryk Krzeczkowski, polski tłumacz, pisarz, publicysta, działacz opozycji antykomunistycznej (ur. 1921)
  - Franciszek Postawka, polski kierowca i pilot rajdowy (ur. 1922)
  - Henry Winneke, australijski prawnik, urzędnik państwowy (ur. 1908)
- 1986:
  - Anatolij Czemodurow, rosyjski aktor (ur. 1919)
  - Leslie Dwyer, brytyjski aktor (ur. 1906)
  - Zenon Kruk, polski piłkarz (ur. 1907)
  - John D. MacDonald, amerykański pisarz (ur. 1916)
  - Kazimierz Popiołek, polski historyk, wykładowca akademicki (ur. 1903)
- 1987:
  - Yannick Andréi, francuski reżyser filmowy (ur. 1927)
  - Siergiej Antonow, radziecki polityk (ur. 1911)
  - Florian Barciński, polski ekonomista, geograf, wykładowca akademicki (ur. 1901)
  - Patrick Bissell, amerykański tancerz baletowy (ur. 1957)
  - Władysław Dunarowski, polski pisarz, prozaik, dramaturg, publicysta, pedagog (ur. 1903)
  - Charles Habib Malik, libański filozof, dyplomata, polityk (ur. 1906)
  - Ludwik Straszewicz, polski ekonomista, geograf, wykładowca akademicki (ur. 1916)
- 1988:
  - Jadwiga Grabowska, polska projektantka mody pochodzenia żydowskiego (ur. 1898)
  - Wanda Komar, polska lekkoatletka, kulomiotka (ur. 1910)
  - François Laverne, francuski żeglarz sportowy (ur. 1907)
  - Wilhelm Schneider, polski lekkoatleta, tyczkarz (ur. 1909)
- 1989:
  - Salomon Birnbaum, żydowski językoznawca, paleograf (ur. 1891)
  - Pawieł Kuroczkin, radziecki generał (ur. 1900)
  - Hermann Oberth, austriacko-niemiecki fizyk, wynalazca (ur. 1894)
- 1990:
  - Dorota Dziekońska, polska tenisistka (ur. 1962)
  - Janusz Nyczak, polski reżyser teatralny (ur. 1943)
  - Henryk Tycner, polski dziennikarz, korespondent (ur. 1924)
- 1991:
  - Felicja Blumental, polska pianistka, klawesynistka pochodzenia żydowskiego (ur. 1908)
  - Tadeusz Papier, polski pisarz, publicysta, reportażysta (ur. 1914)
  - Adam Kazimierz Zieliński, polski historyk, dziennikarz, dyplomata (ur. 1902)
- 1992:
  - Vicente Rondón, wenezuelski bokser (ur. 1938)
  - Makary Sieradzki, polski polonista, pedagog, podporucznik AK (ur. 1900)
- 1993:
  - Ludwik Perski, polski reżyser filmów dokumentalnych pochodzenia żydowskiego (ur. 1912)
  - William L. Shirer, amerykański historyk, dziennikarz (ur. 1904)
- 1994:
  - Gieorgij Bajdukow, radziecki generał pułkownik lotnictwa (ur. 1907)
  - Stanisław Buratyński, polski archeolog, działacz społeczny (ur. 1908)
- 1995 – Zdzisław Nowak, polski autor literatury dziecięcej (ur. 1930)
- 1996:
  - Pent Nurmekund, estoński językoznawca, poliglota, wykładowca akademicki (ur. 1906)
  - Wasilij Rakow, radziecki generał major lotnictwa (ur. 1909)
  - Katarzyna Wiśniowska, polska łuczniczka (ur. 1931)
- 1997:
  - Heikki Alikoski, fiński astronom (ur. 1912)
  - Henry Barraud, francuski kompozytor (ur. 1900)
  - William Martínez, urugwajski piłkarz (ur. 1928)
  - Wasilij Sołomin, rosyjski bokser (ur. 1953)
  - Wacław Wójcik, polski kolarz szosowy (ur. 1919)
- 1999:
  - Joachim Böhmer, niemiecki wioślarz (ur. 1940)
  - Helen Boughton-Leigh, brytyjsko-amerykańska narciarka alpejska (ur. 1906)
  - Hubert Gomerski, niemiecki funkcjonariusz i zbrodniarz nazistowski (ur. 1911)
  - Clayton Moore, amerykański aktor (ur. 1914)
  - Bruno Wechner, austriacki duchowny katolicki, biskup Innsbrucku i Feldkirch (ur. 1908)
- 2000:
  - Howard Parsons, amerykański filozof marksistowski, wykładowca akademicki (ur. 1918)
  - Roman Szczęsny, polski geograf, wykładowca akademicki (ur. 1929)
- 2001:
  - Tadeusz Adamski, polski hokeista na trawie (ur. 1922)
  - Arne Larsson, Szwed, pierwszy człowiek ze wszczepionym rozrusznikiem serca (ur. 1915)
- 2002:
  - Manfred Gnädinger, niemiecki pustelnik, rzeźbiarz (ur. 1936)
  - Georgi Rikow, bułgarski językoznawca, wykładowca akademicki (ur. 1946)
- 2003:
  - Stanisław Kostka, polski nauczyciel, polityk, senator RP (ur. 1925)
  - Aleksiej Nikołajew, rosyjski kompozytor (ur. 1931)
  - Johannes Schmitt, niemiecki lekkoatleta, sprinter (ur. 1943)
- 2004:
  - Cewi Cur, izraelski generał, polityk (ur. 1923)
  - Jacques Dupuis, belgijski jezuita, teolog (ur. 1923)
  - Jerry Orbach, amerykański aktor, piosenkarz pochodzenia żydowskiego (ur. 1935)
  - Grzegorz Leopold Seidler, polski prawnik, historyk idei, wykładowca akademicki, polityk, poseł na Sejm PRL, członek Trybunału Stanu (ur. 1913)
  - Susan Sontag, amerykańska pisarka, eseistka, krytyczka społeczna, obrończyni praw człowieka pochodzenia żydowskiego (ur. 1933)
  - Maria Starzewska, polska historyk sztuki, muzealniczka (ur. 1907)
- 2005:
  - Patrick Cranshaw, amerykański aktor (ur. 1919)
  - Virginia Dighero-Zolezzi, włoska superstulatka (ur. 1891)
- 2006:
  - Engelbert Ramola, polski duchowny katolicki, prałat, kanonik (ur. 1940)
  - Maksymilian Więcek, polski hokeista, koszykarz, trener, działacz sportowy (ur. 1920)
- 2007:
  - Zygmunt Pikulski, polski dziennikarz, pisarz (ur. 1928)
  - Andrzej Siewierski, polski wokalista, gitarzysta, członek zespołu Azyl P. (ur. 1964)
- 2008 – Alfred Pfaff, niemiecki piłkarz (ur. 1926)
- 2009:
  - Allen Batsford, angielski trener piłkarski (ur. 1932)
  - The Rev, amerykański perkusista, członek zespołu Avenged Sevenfold (ur. 1981)
- 2010 – Jerzy Bielecki, polski aktor (ur. 1922)
- 2011 – Jon Roberts, amerykański przestępca (ur. 1948)
- 2012:
  - Světla Čmejrková, czeska językoznawczyni (ur. 1950)
  - Václav Drobný, czeski piłkarz (ur. 1980)
  - Jon Finch, brytyjski aktor (ur. 1942)
  - Tadeusz Paradowicz, polski aktor, lektor, reżyser i scenarzysta filmowy (ur. 1956)
  - Piotr Parandowski, polski archeolog, pisarz, filmowiec (ur. 1944)
  - Imanu’el Szefer, izraelski piłkarz, trener (ur. 1924)
  - Jyoti Singh Pandey, indyjska ofiara gwałtu (ur. 1989)
- 2013:
  - Halton Arp, amerykański astronom (ur. 1927)
  - Ilja Cymbałar, rosyjsko-ukraiński piłkarz (ur. 1969)
  - Ludwik Jaskulski, polski żużlowiec (ur. 1934)
  - Jan Maria Wójcicki, polski specjalista w zakresie inżynierii biomedycznej (ur. 1946)
- 2015:
  - Guru Josh, brytyjski muzyk, didżej (ur. 1964)
  - Lemmy Kilmister, brytyjski wokalista, basista, członek zespołu Motörhead (ur. 1945)
  - Ian Murdock, amerykański informatyk, przedsiębiorca (ur. 1973)
- 2016:
  - Gregorio Álvarez, urugwajski generał, polityk, prezydent Urugwaju (ur. 1925)
  - Anthony Cronin, irlandzki poeta (ur. 1928)
  - Michel Déon, francuski pisarz (ur. 1919)
  - Tadeusz Olechnowicz, polski kapitan żeglugi wielkiej, żeglarz (ur. 1936)
  - Debbie Reynolds, amerykańska aktorka (ur. 1932)
  - Jan Szymborski, polski duchowny katolicki, prałat, egzorcysta archidiecezji warszawskiej (ur. 1922)
- 2017:
  - Piotr Boroń, polski działacz niepodległościowy, związkowy i społeczny (ur. 1955)
  - Sue Grafton, amerykańska pisarka (ur. 1940)
  - Jean-François Hory, francuski prawnik, polityk, eurodeputowany (ur. 1949)
  - Rose Marie, amerykańska aktorka (ur. 1923)
  - Anna Tarnawska, polska architekt (ur. 1923)
  - Stanisław Terlecki, polski piłkarz (ur. 1955)
- 2018:
  - Zejdu Badian, malijski pisarz, polityk (ur. 1928)
  - Toshiko Fujita, japońska aktorka (ur. 1950)
  - Santiago García Aracil, hiszpański duchowny katolicki, arcybiskup Méridy-Badajoz (ur. 1940)
  - Peter Hill-Wood, brytyjski przedsiębiorca, działacz piłkarski (ur. 1936)
  - Robert Mulvee, amerykański duchowny katolicki, biskup Providence (ur. 1930)
  - Amos Oz, izraelski prozaik, eseista, publicysta (ur. 1939)
  - Jan Sandorski, polski prawnik (ur. 1940)
  - Shehu Shagari, nigeryjski polityk, prezydent Nigerii (ur. 1925)
  - Lech Wilczek, polski przyrodnik, pisarz, fotograf (ur. 1930)
- 2019:
  - Vilhjálmur Einarsson, islandzki lekkoatleta, trójskoczek (ur. 1934)
  - Thanos Mikrutsikos, grecki kompozytor, polityk, minister kultury (ur. 1947)
  - Erzsébet Szőnyi, węgierska kompozytorka, pianistka, pedagog (ur. 1924)
- 2020:
  - Fu Cong, chiński pianista (ur. 1934)
  - Paul Sueo Hamaguchi, japoński duchowny katolicki, biskup Ōity (ur. 1948)
  - Alfons Kułakowski, polski malarz (ur. 1927)
  - Krystyna Spiegel, polska historyk sztuki, muzeolog (ur. 1932)
  - Włodzimierz Zatorski, polski duchowny katolicki, benedyktyn, kaznodzieja, pisarz (ur. 1953)
- 2021:
  - Jimmy Cayne, amerykański przedsiębiorca, brydżysta (ur. 1934)
  - John Madden, amerykański futbolista, trener, komentator telewizyjny (ur. 1936)
  - Hugo Maradona, argentyński piłkarz, trener (ur. 1969)
  - Wojciech Niemiec, polski piłkarz (ur. 1956)
  - Harry Reid, amerykański polityk, senator (ur. 1939)
  - Nikołaj Szyrszow, uzbecki piłkarz (ur. 1974)
- 2022:
  - Bernard Barsi, francuski duchowny katolicki, arcybiskup Monako (ur. 1942)
  - Agata Gałuszka-Górska, polska prawnik, prokurator, zastępca Prokuratora Krajowego (ur. 1973)
  - Jolanta Lemann-Zajiček, polska filmoznawczyni, historyk filmu (ur. 1945)
  - Rodolfo Micheli, argentyński piłkarz, trener (ur. 1930)
- 2023:
  - François Bracci, francuski piłkarz, trener (ur. 1951)
  - Aleksander Guterch, polski geograf, wykładowca akademicki (ur. 1936)
  - Jadwiga Kuczyńska-Sicińska, polska ginekolog-położnik, profesor nauk medycznych (ur. 1928)
  - Maciej Małek, polski aktor (ur. 1937)
  - Jagoda Przybylak, polska artystka, pionierka fotografii konceptualnej, architektka (ur. 1929)
  - Vijayakanth, indyjski aktor, polityk (ur. 1952)
  - Patrick Joseph Walsh, irlandzki duchowny katolicki, biskup Down-Connor (ur. 1931)
- 2024:
  - Charles Dolan, amerykański przedsiębiorca, założyciel sieci HBO (ur. 1926)
  - Martin Karplus, austriacki chemik teoretyczny, laureat Nagrody Nobla (ur. 1930)
  - Émile Lejeune, belgijski piłkarz (ur. 1938)